# Online Film Critics Society Awards/Bester Newcomer – Filmemacher
Der Online Film Critics Society Award (OFCSA) für den besten Newcomer im filmschaffenden Bereich wurde von 2001 bis 2008 verliehen. Seit 2018 wird das Best Debut Feature ausgezeichnet. 

## Gewinner und Nominierte
Alle Nominierten eines Jahres sind angeführt, der Sieger steht jeweils zuoberst.

### 2001 bis 2008
2001
Christopher Nolan – Memento
Todd Field – In the Bedroom
Richard Kelly – Donnie Darko
Alejandro González Iñárritu – Amores Perros
John Cameron Mitchell – Hedwig and the Angry Inch
2002
Mark Romanek – One Hour Photo
Rob Marshall – Chicago
Bill Paxton – Dämonisch
Burr Steers – Igby
Dylan Kidd – Sex für Anfänger
2003
Shari Springer Berman und Robert Pulcini – American Splendor
Niki Caro – Whale Rider
Fernando Meirelles – City of God
Billy Ray – Shattered Glass
Peter Sollett – Sommer in New York
2004
Zach Braff – Garden State
Kerry Conran – Sky Captain and the World of Tomorrow
Jared Hess – Napoleon Dynamite
Joshua Marston – Maria voll der Gnade
Edgar Wright – Shaun of the Dead
2005
Paul Haggis – L.A. Crash
Judd Apatow – Jungfrau (40), männlich, sucht …
Craig Brewer – Hustle & Flow
Bennett Miller – Capote
Joe Wright – Stolz und Vorurteil
2006
Jonathan Dayton und Valerie Faris – Little Miss Sunshine
Ryan Fleck – Half Nelson
Rian Johnson – Brick
Neil Marshall – The Descent – Abgrund des Grauens
Jason Reitman – Thank You for Smoking
2007
Sarah Polley – An ihrer Seite
Ben Affleck – Gone Baby Gone – Kein Kinderspiel
Juan Antonio Bayona – Das Waisenhaus
John Carney – Once
Tony Gilroy – Michael Clayton
2008
Tomas Alfredson – So finster die Nacht
Charlie Kaufman – Synecdoche, New York
Kurt Kuenne – Dear Zachary: A Letter to a Son About His Father
Martin McDonagh – Brügge sehen… und sterben?
Steve McQueen – Hunger

### Ab 2018
2018
Ari Aster – Hereditary – Das Vermächtnis
Bo Burnham – Eighth Grade
Bradley Cooper – A Star Is Born
Carlos López Estrada – Blindspotting
Boots Riley – Sorry to Bother You
2019
Olivia Wilde – Booksmart
Mati Diop – Atlantique
Melina Matsoukas – Queen & Slim
Tyler Nilson und Michael Schwartz – The Peanut Butter Falcon
Joe Talbot – The Last Black Man in San Francisco
2020
Emerald Fennell – Promising Young Woman
Radha Blank – Mein 40-jähriges Ich (The Forty-Year-Old Version)
Regina King – One Night in Miami
Darius Marder – Sound of Metal
Andrew Patterson – Die Weite der Nacht (The Vast of Night)
2021
Maggie Gyllenhaal – Frau im Dunkeln (The Lost Daughter)
Rebecca Hall – Seitenwechsel (Passing)
Fran Kranz – Mass
Michael Sarnoski – Pig
Emma Seligman – Shiva Baby
2022
Charlotte Wells – Aftersun
Alice Diop – Saint Omer
John Patton Ford – Emily the Criminal
Owen Kline – Funny Pages
Panah Panahi – Hit the Road
Domee Shi – Rot (Turning Red)